# Гарибальди (станция метро, Лион)
«Гарибальди́» (фр. Garibaldi) — станция линии D Лионского метрополитена.

## Расположение
Станция находится на границе 3-го и 7-го округов Лиона, в районе Гийотьер. Платформа станции расположена под проспектом Гамбетта (фр. cours Gambetta) в районе его пересечения с улицей Гарибальди (фр. rue Garibaldi). Вход на станцию производится в районе вышеназванного перекрёстка.

## Особенности
Станция открыта 9 сентября 1991 года в составе первой очереди линии D от станции Горж де Лу до станции Гранж Бланш. Состоит из двух путей и двух боковых платформ. Пассажиропоток в 2006 году составил 282 857 чел./мес.
Эта станция достаточно глубокого заложения, так как она должна была пройти под дорожной развязкой на улице Гарибальди. Оснащена мезонином, в стенах и крыше над котором имеется остекление, позволяющее проникать дневному свету. Над входом с улицы по проекту архитекторов Франсуаз-Элен Журды (фр. Françoise-Hélène Jourda) и Жиля Перродена (фр. Gilles Perraudin) сделан навес необычной формы.

## Происхождение названия
Станция названа в честь улицы Гарибальди — одной из образующих перекрёсток, под которым расположена станция. Улица же названа в честь Джузеппе Гарибальди (1807—1882) — национального героя Италии, одного из лидеров борьбы за объединение страны в середине XIX века.

## Достопримечательности
- Район Гийотьер
- Проспект Гамбетта[фр.]
- Улица Гарибальди[фр.]
- Африканский музей
- Университет Лион-3

## Наземный транспорт
Со станции существует пересадка на следующие виды транспорта:

   — «главный» автобус